# St. Michael (Kolding)

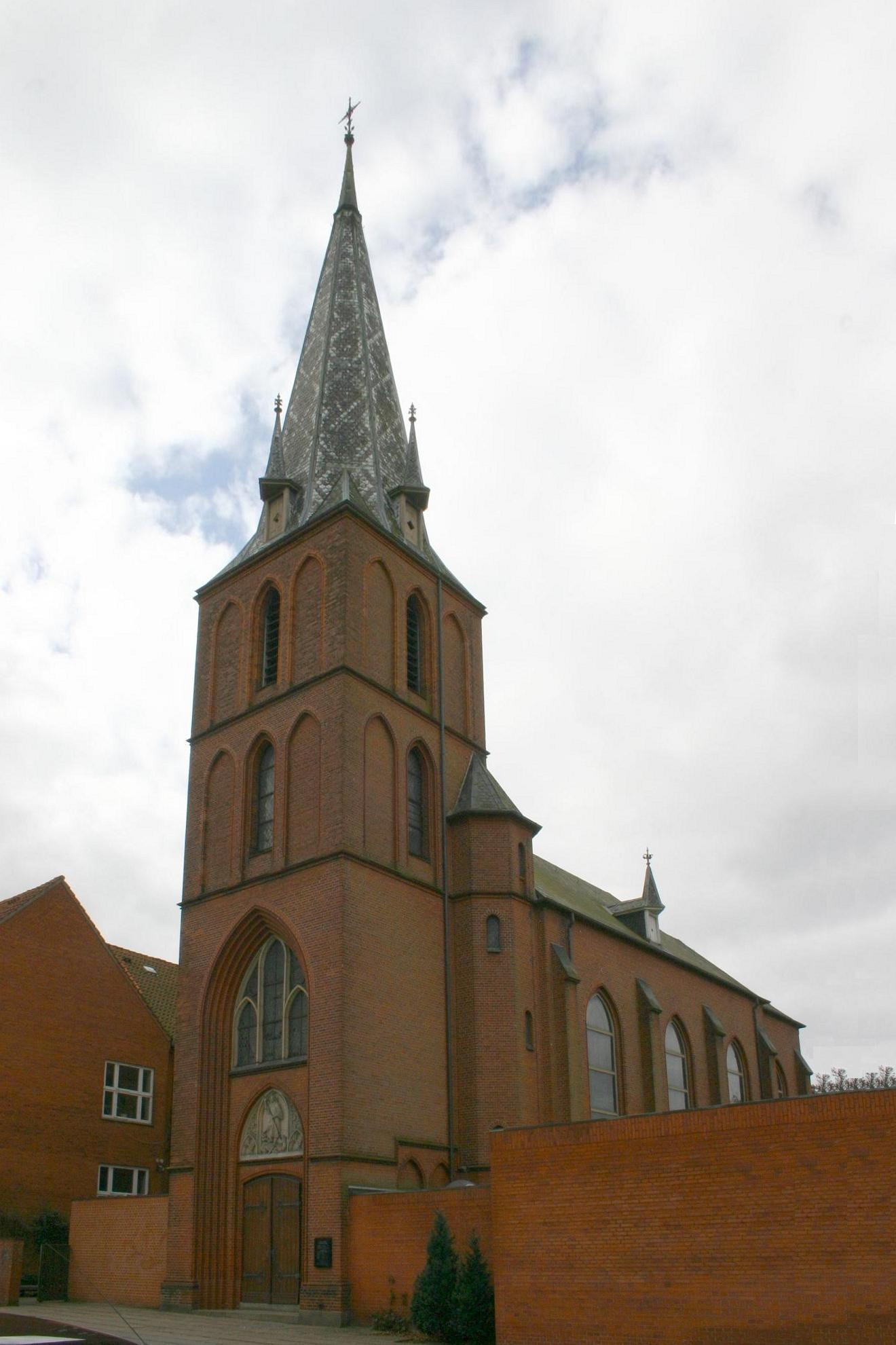
Kolding, Michaelskirche

St. Michael ist eine römisch-katholische Kirche in Kolding, einer in der Region Syddanmark gelegenen Stadt in Dänemark.
Die Gründung der katholischen Michaelsgemeinde und einer damit verbundenen konfessionellen Schule im protestantischen Kolding erfolgte 1882 auf Initiative ihres ersten Pfarrers Clemens Storp, der 1886 die Kongregation der Schwestern der Christlichen Liebe in Paderborn für die Übernahme des Schulunterrichts und des Kindergartens berief. Der Grundstein für den nach Entwurf des Münsteraner Diözesanbaumeisters Hilger Hertel errichteten Kirchenbau wurde am 10. Mai 1885 gelegt, die Einweihung der (zunächst noch ohne ihren Turmhelm) fertiggestellten Kirche fand am 6. Dezember desselben Jahres statt. 1962–1963 wurde die zunächst als einfache Saalkirche in Backstein erbaute Kirche um zwei Seitenschiffe, und 1968 um eine Sakristei erweitert. Ihr städtebaulich wichtigster Akzent ist der massive, von einer achtseitigen Helmpyramide bekrönte und in einem Fensterportal geöffneten Turmbau. 
Das Relief des Portaltympanons des Münsteraner Bildhauers Heinrich Fleige zeigt den Erzengel Michael im Drachenkampf. Die Orgel von 1890 stammt aus der Werkstatt von Friedrich Fleiter in Münster.